# Leonardo Fibonacci
Leonardo Fibonacci, também conhecido como Leonardo de Pisa, Leonardo Pisano ou ainda Leonardo Bigollo (Pisa, c. 1170 — Pisa?, c. 1250), mais reconhecido como Fibonacci, foi um matemático italiano nomeado como o primeiro grande matemático europeu da Idade Média. É considerado por alguns como o mais talentoso matemático ocidental da Idade Média. Ficou conhecido pela divulgação da sequência de Fibonacci e pela sua participação na introdução dos algarismos arábicos na Europa.
Como outros matemáticos do seu tempo, contribuiu para o renascimento das ciências exatas, após a decadência do último período da antiguidade clássica e do início da Idade Média, mas Fibonacci se destacou ao escrever o Liber Abaci, em 1202 (atualizado em 1254), a primeira obra importante sobre matemática desde Eratóstenes, isto é, mais de mil anos antes. O Liber Abaci introduziu os numerais hindu-arábicos na Europa, além de discutir muitos problemas matemáticos.
Fibonacci é também conhecido pela sequência numérica nomeada após sua morte como sequência de Fibonacci. Ele não descobriu, mas usou-a como exemplo no Liber Abaci.

## Biografia

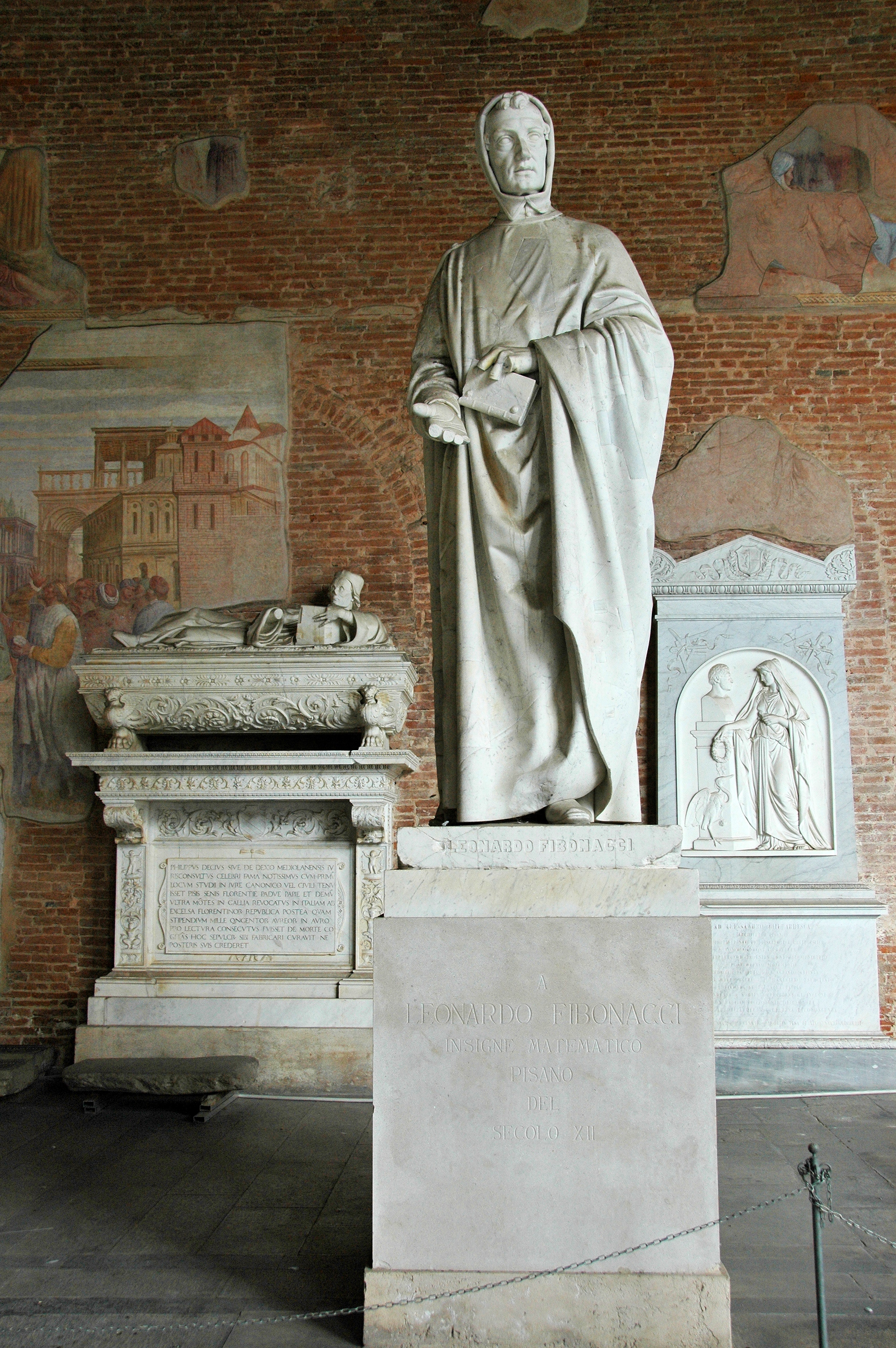
Estátua de Fibonacci no Camposanto Monumental de Pisa.

Como seu pai, Guglielmo dei Bonacci  abastado mercador pisano e representante dos comerciantes da República de Pisa (publicus scriba pro pisanis mercatoribus) em Bugia, na região de Cabília, Argélia, Leonardo passou alguns anos naquela cidade. Na época, Pisa mantinha uma importante atividade comercial nos portos do  Mediterrâneo, e Guglielmo atuava como uma espécie de fiscal alfandegário em Bugia, importante porto exportador de velas de cera, situado a leste de Argel, no Califado Almóada. Ali, ainda muito jovem, Fibonacci teve contato com o mundo do comércio e aprendeu técnicas matemáticas desconhecidas no Ocidente, difundidas pelos estudiosos muçulmanos  nas várias regiões do mundo islâmico.  Alguns desses procedimentos haviam sido criados por matemáticos da Índia, uma cultura muito distante da mediterrânea.
Ao reconhecer que a aritmética, com algarismos arábicos, era mais simples e eficiente do que com os algarismos romanos, Fibonacci viajou por todo o mundo mediterrâneo, chegando até Constantinopla, para estudar com os matemáticos árabes mais importantes de então, alternando os estudos com a atividade comercial. Muito do seu aprendizado deve ser creditado às obras de Muhammad ibn Musa al-Khwarizmi, de Abu Kamil e de outros mestres árabes. Mas Fibonacci não foi um mero difusor dessas obras.
De volta à Itália, em torno de 1200, sua fama chega à corte do imperador Frederico II, sobretudo depois de ter resolvido alguns problemas do matemático da corte. Por essa razão, foi-lhe  atribuído um rendimento vitalício, o que lhe permitiu dedicar-se completamente aos estudos.
Em 1202, aos 32 anos, publicou o Liber Abaci (Livro do Ábaco ou Livro de Cálculo), introduzindo os numerais hindu-arábicos na Europa.
Depois de 1228, não se tem mais notícias do matemático, exceto por um decreto de 1240 da República de Pisa, que atribuía um estipêndio ao "Discretus et sapiens magister Leonardo Bigollo" ("sério e sábio mestre Leonardo Bigollo"), em reconhecimento dos serviços prestados à cidade,  particularmente em matéria contábil e na instrução dos cidadãos.
Fibonacci morreu alguns anos mais tarde, provavelmente em Pisa. No século XIII, uma estátua foi erguida em Pisa, em sua homenagem. Hoje está localizada na galeria ocidental do Camposanto, cemitério histórico da Piazza dei Miracoli.
Seus estudos foram tão importantes que até hoje existe uma publicação periódica, Fibonacci Quarterly, inteiramente dedicada à sequência aritmética elaborada por ele. Há também  um  asteróide que também tem o seu nome, o 6765 Fibonacci.

## Livros escritos por Fibonacci
- Liber Abaci (1202), um livro sobre cálculos (tradução para inglês por Laurence Sigler, Springer, 2002)
- Practica Geometriae (1220), um compêndio com aplicação da álgebra à solução de problemas de geometria e trigonometria.
- Epistola ad magistrum Theodorum
- Flos super solutionibus quorundam questionum ad numerosum vel ad geometriam vel ad utrumque pertinentium (1225), obra dedicada ao cardeal diacono Raniero Capacci, com soluções para os problemas postos por João de Parma
- Liber quadratorum (1225), sobre  equações diofantinas, dedicado ao imperador Frederico II (ver, em particular, a identidade de Fibonacci).
- Di minor guisa, sobre aritmética comercial (perdido)
- Commentário ao Livro X de 'Os Elementos', de Euclides (perdido)

### Liber Abaci
No Liber Abaci (1202), Fibonacci apresenta o chamado modus Indorum (método dos hindus), hoje conhecido como algarismos arábicos (Sigler 2003; Grimm 1973). O livro defendia a numeração com os dígitos 0-9 e a notação posicional, esclarecendo o sistema de posição árabe dos números, incluindo o número zero. O livro mostrou a importância prática do novo sistema numeral, aplicando-o à contabilidade comercial, conversão de pesos e medidas, o cálculo de juros, taxas de câmbio e outras aplicações. O livro foi bem recebido em toda Europa educada e teve um impacto profundo no pensamento europeu. Esse elegante sistema de sinais numéricos, em breve, substituiria o não mais oportuno sistema de algarismos romanos.
A segunda edição de Liber Abaci, de 1228, é a que hoje é conhecida. Esse livro contém uma grande quantidade de assuntos relacionados com a Aritmética e a Álgebra da época, e realizou um papel importante no desenvolvimento matemático na Europa nos séculos seguintes, pois, por esse livro, os europeus vieram a conhecer os algarismos hindus, também denominados arábicos. A teoria contida em Liber Abaci é ilustrada com muitos problemas que representam uma grande parte do livro.
Liber Abaci também colocou e resolveu um problema que envolve o crescimento de uma população hipotética de coelhos com base em pressupostos idealizados. A solução, de geração em geração, foi uma sequência de números mais tarde conhecida como número de Fibonacci. A seqüência numérica era conhecida por matemáticos indianos já no século VI, mas foi o Liber Abaci que a introduziu no Ocidente.

## A sequência de Fibonacci
A Sequência de Fibonacci consiste em uma sucessão de números, tais que, definindo os dois primeiros números da sequência como  0 e 1, os números seguintes serão obtidos por meio da soma dos seus dois antecessores. Portanto, os números são: 0,1,1,2,3,5,8,13,21,34,55,89,144,233,377,610,987,1597,2584,4181...
Se nós dividirmos a base pela altura de um retângulo áureo, extrai-se a razão que é um "número irracional algébrico" conhecido como número de ouro, denotado com o símbolo "φ".
A sequência de Fibonacci é dada pela fórmula:
{\displaystyle F(n)=\left\{{\begin{matrix}0\,,\qquad \qquad \qquad \quad \,\ \ \,&&{\mbox{se }}n=0\,;\ \ \\1,\qquad \qquad \qquad \qquad \,&&{\mbox{se }}n=1;\ \ \,\\F(n-1)+F(n-2)&&{\mbox{outros casos.}}\end{matrix}}\right.}
Uma das aplicações da sequência de Fibonacci é a identidade de Cassini.

## Na cultura popular
- O nome Fibonacci foi adotado por um grupo de art rock baseado em Los Angeles, The Fibonaccis, que gravou entre 1981 e 1987.
- Operadores da bolsa de valores frequentemente olham para o "Número de Fibonacci" para preverem os preços futuros das ações.
- Um jovem de Fibonacci é um dos personagens principais do romance Crusade in Jeans, de 1973. No entanto, o personagem foi excluído da versão cinematográfica de 2006.
- Em O Código Da Vinci, a sequência de Fibonacci foi usada como um código, mas também para confundir os personagens.